# 역삼투
역삼투(逆渗透, 영어: reverse osmosis, RO)란 삼투압보다 높은 압력을 가할 때, 용액으로부터 순수한 용매가 반투막을 통해 빠져 나오는 현상이다. 이는 해수에서의 담수화에 사용된다. 상수도에서 막 여과공법 중의 하나이기도 하다. 고농도의 용매에서 저농도의 용매로 삼투평형을 위해 용매가 이동하는 것과는 반대로 강한 압력, 유속등으로 고농도의 용매에서 저농도의 분획으로 이동하는 현상으로 균, 미생물은 삼투과성 막을 통과하기엔 너무 커서 여과될 수 없으나 반대로 크기가 작은 분자들은 통과할 수 있다. 미생물의 독소나 대사체들은 충분히 통과할 수 있기에 추가적인 여과가 필요하다.

## 같이 보기
- 정수기
  - 역삼투압 정수기 - 정수과정에서 기존의 물속에 있는 좋은 미네랄 성분도 모조리 제거해버리기 때문에, 과한 육체노동 혹은 운동시 다른 보충없이 이 물만 마실 경우 전해질 쇼크(미네랄 결핍 쇼크)가 올 수 있다
  - 미네랄 정수기 - 개선된 방식